# Dumbo (1941)
Dumbo, der in Deutschland auch unter dem Titel Dumbo, der fliegende Elefant gezeigt wurde, ist der vierte abendfüllende Zeichentrickfilm der Walt-Disney-Studios und stammt aus dem Jahr 1941. Er beruht lose auf der Geschichte des Elefanten Jumbo. Vorlage war die Geschichte Dumbo, the Flying Elephant (1939) von Helen Aberson und Harold Pearl. Der Film erhielt 1942 einen Oscar in der Kategorie Beste Filmmusik und wurde außerdem für den Song Baby Mine in der Kategorie Bester Song nominiert.
Nachdem die beiden vorhergehenden Disney-Filme Pinocchio und Fantasia nicht die Gewinnerwartungen des Studios erfüllt hatten, versuchte man bei Dumbo deutlich weniger kostenintensiv zu arbeiten, was sich nicht zuletzt in der vergleichsweise kurzen Spieldauer des Films widerspiegelt.
2019 erschien eine Neuinterpretation als Realfilm.

## Handlung
Endlich bringt der Klapperstorch Mrs. Jumbo, einer Zirkuselefantin, ihren lange erwarteten Sohn. Sie nennt ihn Jumbo jr., aufgrund seiner außergewöhnlich großen Ohren wird er aber von den anderen Elefanten als „Dumbo“ (vom englischen „dumbo“: Dummkopf) verunglimpft.
Als Dumbo aufgrund seiner Ohren von einigen jungen Zirkusbesuchern geärgert wird, greift Mrs. Jumbo die Menschen an, um ihn zu beschützen. Daraufhin wird Mrs. Jumbo in einen Käfig gesperrt.
Kurze Zeit später lernt Dumbo die Maus Timothy kennen und freundet sich mit ihr an. Timothy sorgt dafür, dass der Zirkusdirektor Dumbo zum Star seiner nächsten Nummer macht: Der kleine Elefant soll auf die Spitze eines großen Elefantenturms springen. Bei der Aufführung stolpert Dumbo aber über seine Ohren und bringt dadurch sowohl den Turm als auch das gesamte Zirkuszelt zum Einsturz.
Von nun an wird Dumbo nur noch als Attraktion in einer Clownnummer eingesetzt: Er muss aus einem brennenden Haus in einen kleinen Eimer Wasser springen. Die anderen Elefanten sind darüber beschämt und beschließen daraufhin, Dumbo endgültig aus ihrer Gemeinschaft auszuschließen. Um Dumbo aufzumuntern, bringt Timothy ihn zu seiner Mutter Mrs. Jumbo, so dass es zu einer kurz währenden Wiedervereinigung von Mutter und Sohn kommt. Danach trinken Dumbo und Timothy aus einem Eimer Wasser, in den kurz zuvor eine offene Flasche Champagner gefallen ist, mit der die Clowns ihren Erfolg gefeiert haben. Im betrunkenen Zustand träumen die beiden von rosafarbenen Elefanten.
Am nächsten Morgen werden Dumbo und Timothy von einer Schar Raben geweckt. Die beiden müssen feststellen, dass sie auf einem Baum gelandet sind. Für Timothy gibt es dafür nur eine Erklärung: Dumbo muss den Baum heraufgeflogen sein. Bei den Raben löst diese Vermutung zunächst schallendes Gelächter aus. Als Timothy jedoch von Dumbos Schicksal als verstoßenem Außenseiter erzählt, bekommen sie ein schlechtes Gewissen. Sie beschließen, Dumbo beim Fliegen zu helfen, und geben ihm eine „Zauberfeder“. Tatsächlich gelingt es Dumbo, zu fliegen.
Bei der nächsten Aufführung soll Dumbo nun alle überraschen und fliegen. Bei seinem Sprung verliert er allerdings die angebliche Zauberfeder. Noch im Fallen versucht Timothy, der auf Dumbos Mütze sitzt, diesem zu erklären, dass er auch ohne die Feder fliegen kann. Und tatsächlich beginnt der kleine Elefant kurz vor dem Sturz in den Eimer zu fliegen. Nun ist Dumbo ein Star. Seine Mutter wird freigelassen, erhält einen privaten Zirkuswagen, Timothy wird Dumbos Manager und der kleine Elefant von allen gefeiert.

## Deutsche Fassungen
Es existieren zwei deutsche Synchronfassungen. Die erste entstand 1952 anlässlich der deutschen Erstaufführung im Verleih der RKO. Für die Wiederaufführung im Jahr 1976 entstand bei der Simoton Film GmbH, Berlin eine zweite Synchronfassung. Heinrich Riethmüller schrieb das Dialogbuch und führte Regie. Die ältere Synchronisation ist seitdem aus dem Verkehr genommen.
| Figur           | Originalsprecher  | Deutscher Sprecher | Deutscher Sprecher (1976) |
| --------------- | ----------------- | ------------------ | ------------------------- |
| Timothy Q. Maus | Edward Brophy     | Hugo Schrader      | Andreas Mannkopff         |
| Storch          | Sterling Holloway | Clemens Hasse      | Wilfried Herbst           |
| Zirkusdirektor  | Herman Bing       |                    | Gerd Holtenau             |
| Matriarch       | Verna Felton      | Hilde Hildebrand   | Inge Wolffberg            |
| Prissy          | Sarah Selby       |                    | Edith Hancke              |
| Giggles         | Dorothy Scott     | Anneliese Würtz    | Inge Landgut              |
| Catty           | Noreen Gammill    |                    | Erika Rehhahn             |
| Dumbos Mutter   | Betty Noyes       | Friedel Schuster   | Rosi Rohr                 |
| Jim Krähe       | Cliff Edwards     | Bum Krüger         | Hans Nitschke             |
| Dopey Krähe     | Jim Carmichael    |                    | Hans Schwarz              |
| Deacon Krähe    | Hall Johnson      | Peter Rebhuhn      | Claus Jurichs             |
| Fats Krähe      | James Baskett     |                    | Erich Fiedler             |
| Specks Krähe    | Nick Stewart      |                    | Siegfried Dornbusch       |
| Erzähler        | John McLeish      | Wilhelm Borchert   | Joachim Pukaß             |

## Rezeption
Dumbo gilt als Klassiker, was sich auch in den Auswertungen US-amerikanischer Aggregatoren widerspiegelt. So erfasst Rotten Tomatoes fast ausschließlich wohlwollende Besprechungen und ordnet den Film dementsprechend als „Zertifiziert Frisch“ ein. Metacritic ermittelt aus den vorliegenden Bewertungen „Allgemeines Kritikerlob“. Und They Shoot Pictures, Don’t They? zählt den Film zu den 1000 angesehensten Werken der Filmgeschichte. Es folgen einige repräsentative Pressestimmen:

„Ein sorgfältig und detailreich gestalteter Zeichentrickfilm, der im Grunde eine tieftraurige Geschichte erzählt, bevor er Freundschaft und Nächstenliebe triumphieren läßt. Einige Stellen sind allzu deutlich auf Rührung angelegt, was spielend wettgemacht wird durch zahlreiche komische Höhepunkte, etwa den Formationsflug der Störche, das Schaumbad des Elefantenbabys, das Elefantenballett, vor allem aber die Traum-Parade der rosa Elefanten. Ein vergleichsweise kleiner Disney-Film, verdichtet zu einer Sternstunde an Leichtigkeit und zeichnerischer Erfindungsgabe. (Ein Tiefpunkt ist indes die deutsche Synchronisation.).“

„Der bezauberndste aller Disney-Filme.“

„Zauberhaft, ideenreich, schwungvoll.“

„Ein stofflich, inhaltlich und stilistisch neuartiger Zeichentrickfilm von Walt Disney. Erfrischende Unterhaltung.“

Des Weiteren wurde der Film bei den folgenden Auszeichnungen berücksichtigt:
- 1942 – Oscar für Frank Churchill und Oliver Wallace für die beste Musik
- 1947 – Auszeichnung beim Filmfestival von Cannes als bester Zeichentrickfilm
- 2017 – Aufnahme in das National Film Registry

## Medien
VHS, DVD, Blu-ray
- Dumbo. VHS März 1995.
- Dumbo. (Disney Classics Erstausgabe, DVD) 24. Februar 1999.
- Dumbo (Special Collection). Walt Disney Home Video Collection (Sammler-Edition), VHS 2001.
- Dumbo. Blu-ray, DVD 2010.
- Dumbo Special Collection. DVD 2011.
- Disney Classics 4: Dumbo. Walt Disney Home Entertainment, DVD/BD 2017

Soundtrack
- Walt Disney's Dumbo. Classic Soundtrack Series. Walt Disney Records, Burbank 1997, Nr. 60949-7.